# St. Stephan (Aigen am Inn)

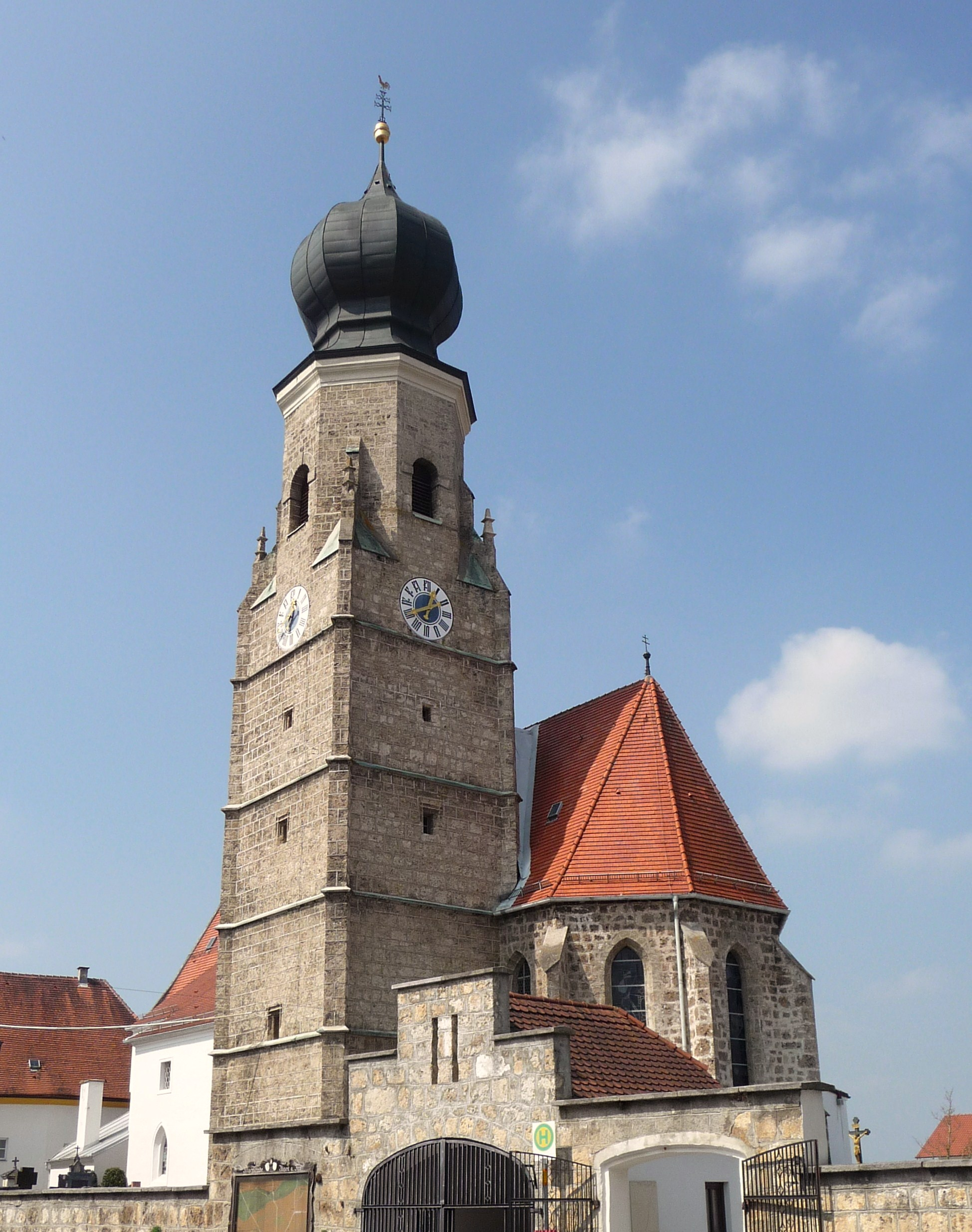
St. Stephan Aigen am Inn

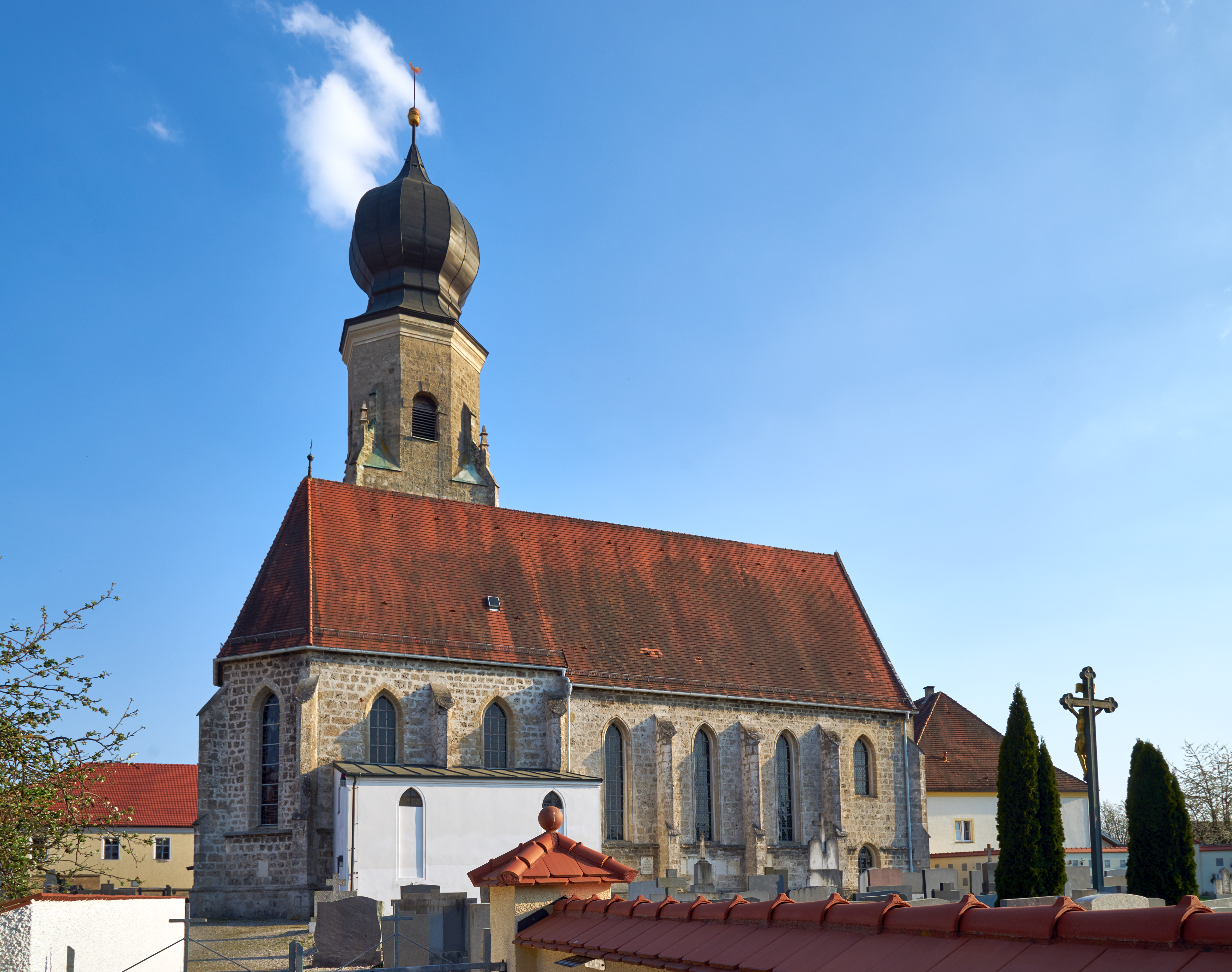
Ansicht von Norden

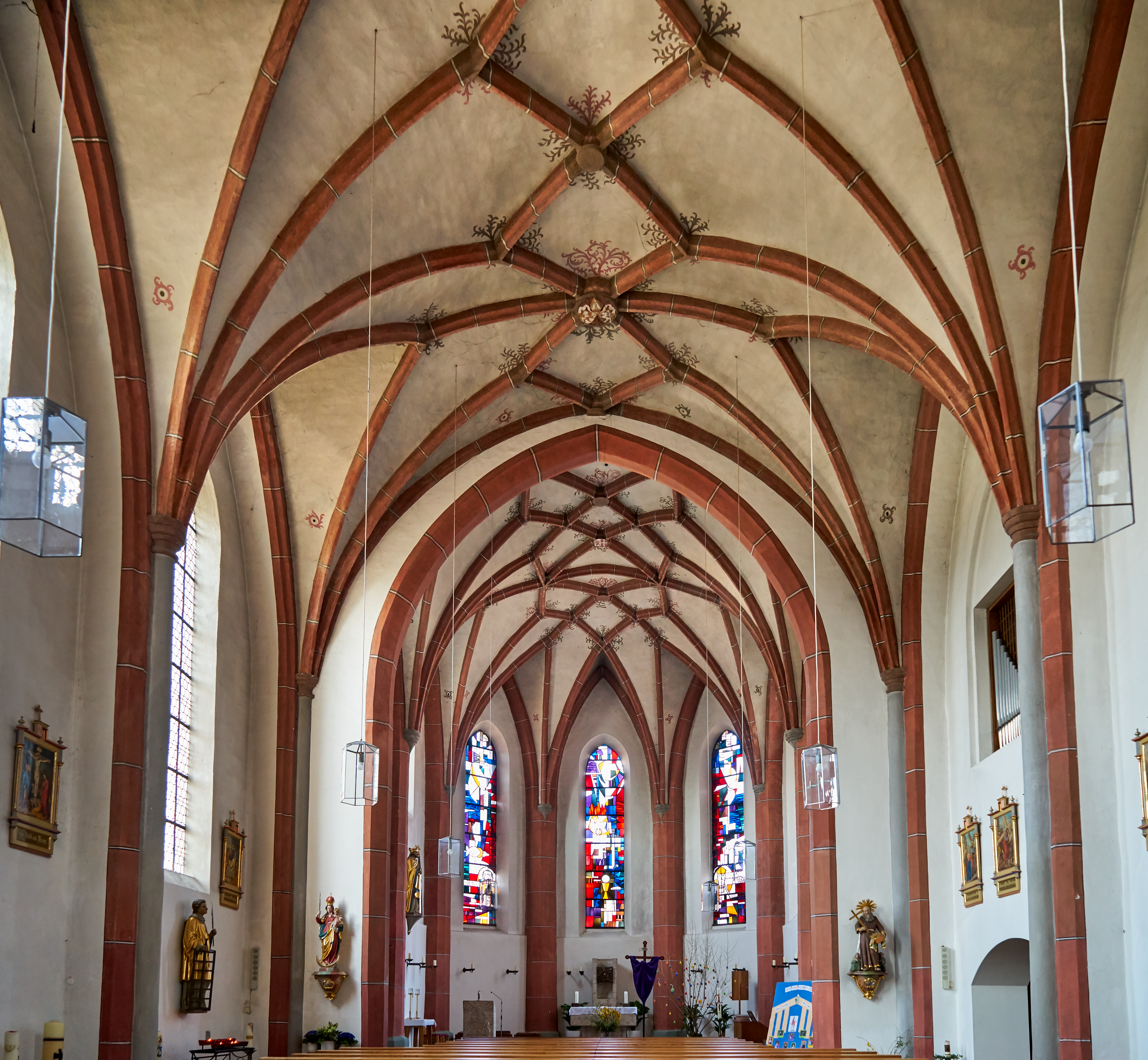
Innenansicht

Die römisch-katholische Pfarrkirche St. Stephan ist eine spätgotische Saalkirche im Ortsteil Aigen am Inn der Gemeinde Bad Füssing im niederbayerischen Landkreis Passau. Sie gehört zum Pfarrverband Aigen am Inn – Kirchham – Expositur Egglfing im Dekanat Pocking des Bistums Passau. Als Nebenkirche gehört dem Pfarrverband auch die erheblich größere Wallfahrtskirche Mariä Himmelfahrt zu St. Leonhard an, die am nordwestlichen Ortsrand liegt.

## Geschichte und Architektur

### Äußeres
Die Kirche St. Stephan in Aigen am Inn wurde gegen Ende des 15. Jahrhunderts als eine langgestreckte spätgotische Saalkirche aus Tuffstein erbaut. Der Turm ist an der Südseite des Chores angefügt. Das Bauwerk zeigt eine einheitliche Gliederung durch ein umlaufendes Kaffgesims und zweiteilige Strebepfeiler, deren oberer Absatz kantig übereck gestellt ist. Das westliche Portal mit Stabwerk wurde später vermauert. Der Turm besteht aus viereinhalb voneinander abgesetzten Blöcken. Am Halbgeschoss laufen die Eckstreben in kleinen Fialen aus. Der oktogonale Aufsatz wurde 1767 schlicht erneuert und ist mit einer eingeschnürten Zwiebelhaube bekrönt.

### Inneres
Innen ist das Schiff in vier Joche gegliedert und endet in einem schwach eingezogenen und erhöhten Chor von zwei Jochen mit Dreiachtelschluss. Annähernd tonnenförmige Gewölbe über mäßig tiefen Wandpfeilern mit spitzen Schildbögen schließen den Raum ab. Die Gewölberippen werden von Runddiensten oder Konsolen aufgenommen. Sie bilden im Schiff eine durchlaufende Bahn gleichseitiger Scheitelrauten. Im Chor ist die Gewölbefiguration reicher gestaltet. Das Gliederungsgerüst der Kirche ist farbig gefasst, die Rankenmalereien im Gewölbe sind erneuert.
Südlich am Schiff ist eine Seitenkapelle aus dem Jahr 1775 angebaut, die mit einem Spiegelgewölbe mit Stichkappen geschlossen ist. Die Rokoko-Malereien wurden stark erneuert.

## Ausstattung
Die Orgel ist ein Werk eines unbekannten Orgelbauers aus der Zeit vor 1908 mit acht Registern auf einem Manualen und Pedal.